# Schenkendorfstraße (München)
Die Schenkendorfstraße ist ein vier- bis zehnstreifiges Teilstück des Mittleren Rings in München. Sie verläuft zwischen Petuelring und Isarring.

## Lage
Die Schenkendorfstraße befindet sich rund vier Kilometer nördlich des Münchner Stadtzentrums entfernt im Stadtbezirk Schwabing-Freimann. Sie verläuft in West-Ost-Richtung von der Leopoldstraße bis zur Ungererstraße.

## Verlauf
Über den Petuelring aus Richtung Moosach und Olympiapark kommend schließt sich die Schenkendorfstraße direkt an den Petueltunnel und die Kreuzung mit der Leopoldstraße an. Die südliche Richtungsfahrbahn wird dabei in einer Glaseinhausung geführt.
Anschließend folgt die Anschlussstelle München-Schwabing der A 9 (München – Berlin). Nach der Auf- und Abfahrt zur „Ungererstraße“ geht die Schenkendorfstraße in den Isarring über.

## Verkehr

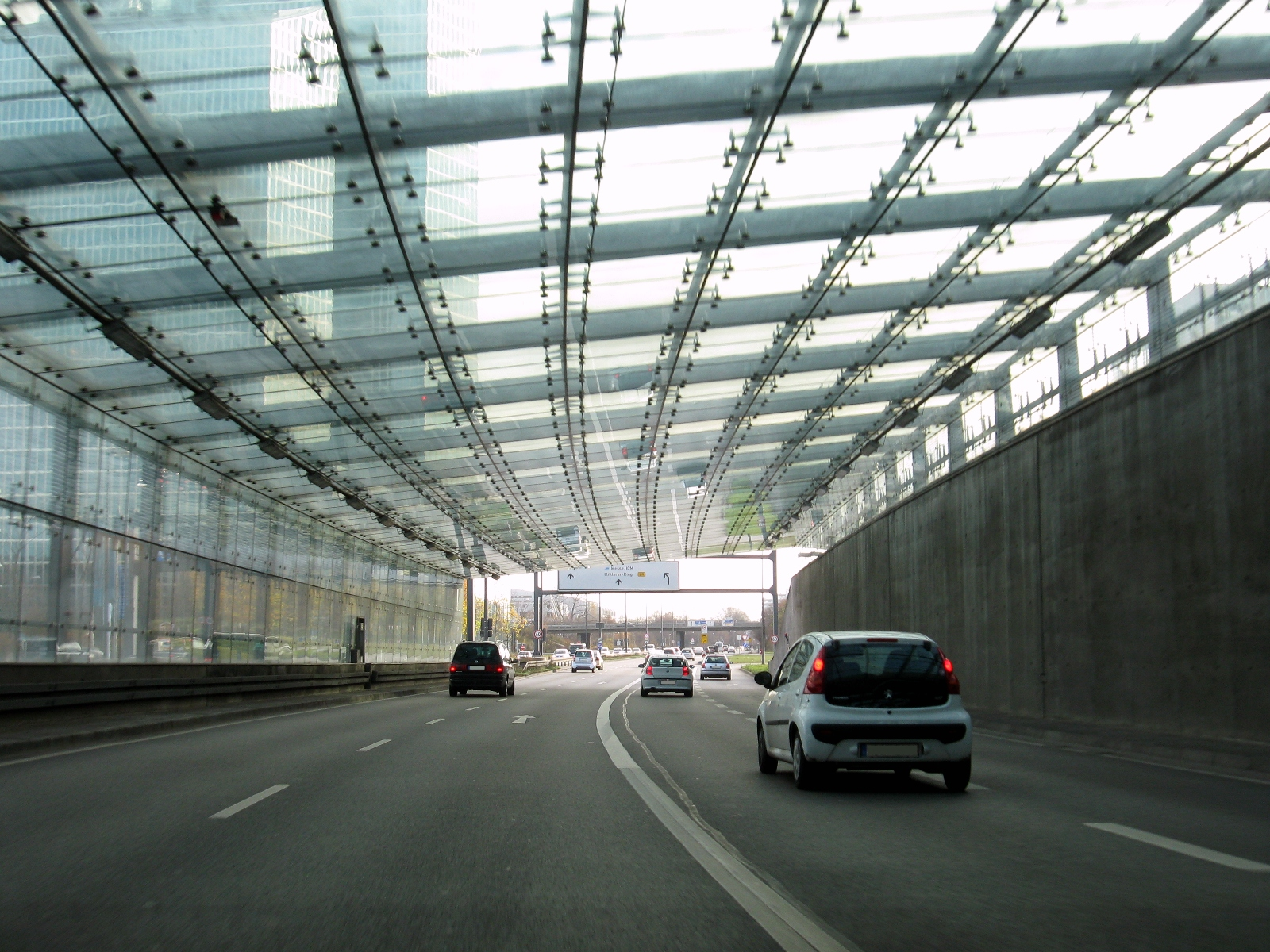
Glaseinhausung

### Allgemein
Die Verkehrsbelastung der Schenkendorfstraße liegt bei 78.000 bis 84.000 Kraftfahrzeugen pro Tag. Die Lärmbelastung in der Nacht liegt bei 65 db(A).

### Öffentlicher Personennahverkehr
Die Schenkendorfstraße wird durch den ÖPNV direkt nicht bedient. Unter der Kreuzung mit der Ungererstraße (B 11) liegt der zweigleisige U-Bahnhof Nordfriedhof der Linie U6. Ursprünglich sollte der U-Bahnhof den Namen „Schenkendorfstraße“ tragen.

### Fußgängerbrücke
Zur Verbindung des Gebietes um die Berliner Straße südlich der Schenkendorfstraße mit dem Viertel Alte Heide im Norden wurde 1985 die Fußgängerbrücke über die Schenkendorfstraße gebaut, eine Hängebrücke mit A-förmigen Pylonen und nur einem Tragseil.

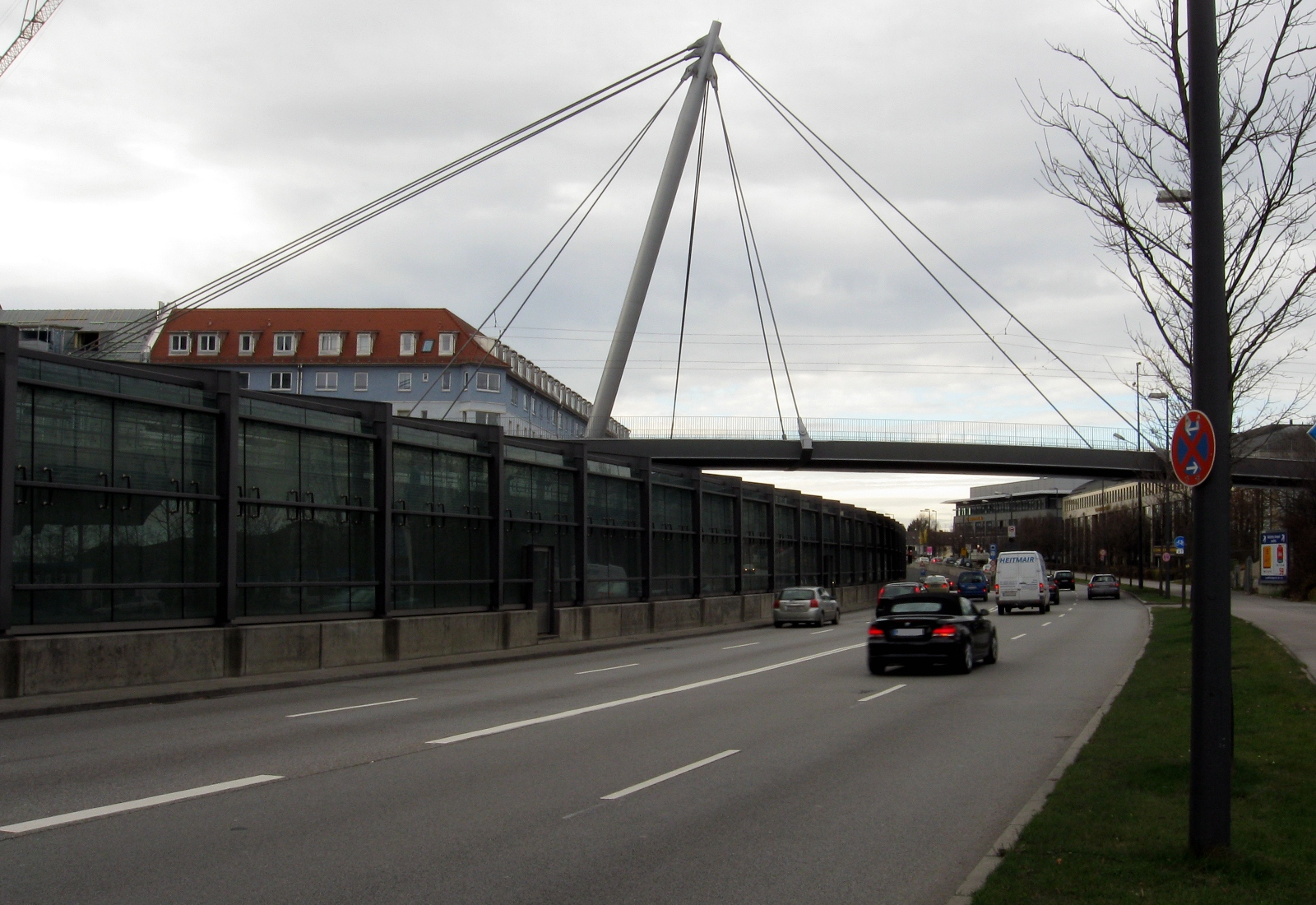
Schrägseilbrücke (Schenkendorfbrücke) und Glaseinhausung

### Schrägseilbrücke
Nach einem Beschluss des Stadtrates von 1997 begann am 20. März 2007 der Bau der Straßenbahnlinie 23 von der Münchner Freiheit in die Parkstadt Schwabing, die am 12. Dezember 2009 eröffnet wurde.
Die Tram überquert die Schenkendorfstraße auf der Schenkendorfbrücke, einer 84 Meter langen Schrägseilbrücke mit einem Pylon, die auch Fußgängern und Radfahren die Querung der Straße ermöglicht. Zuerst wurden die Fundamente und der Mast erstellt. Am 5. Juli 2008 und am 6. Juli 2008 wurden die bereits vorgefertigten Brückenelemente eingesetzt. Die Baukosten der Brücke beliefen sich auf 7,2 Mio. €.
An der Stelle der Schenkendorfbrücke befand sich bis 1990 eine Eisenbahnbrücke, auf der die Bahnstrecke München-Freimann–München-Schwabing die Schenkendorfstraße überquerte.

## Gebäude und Umgebung

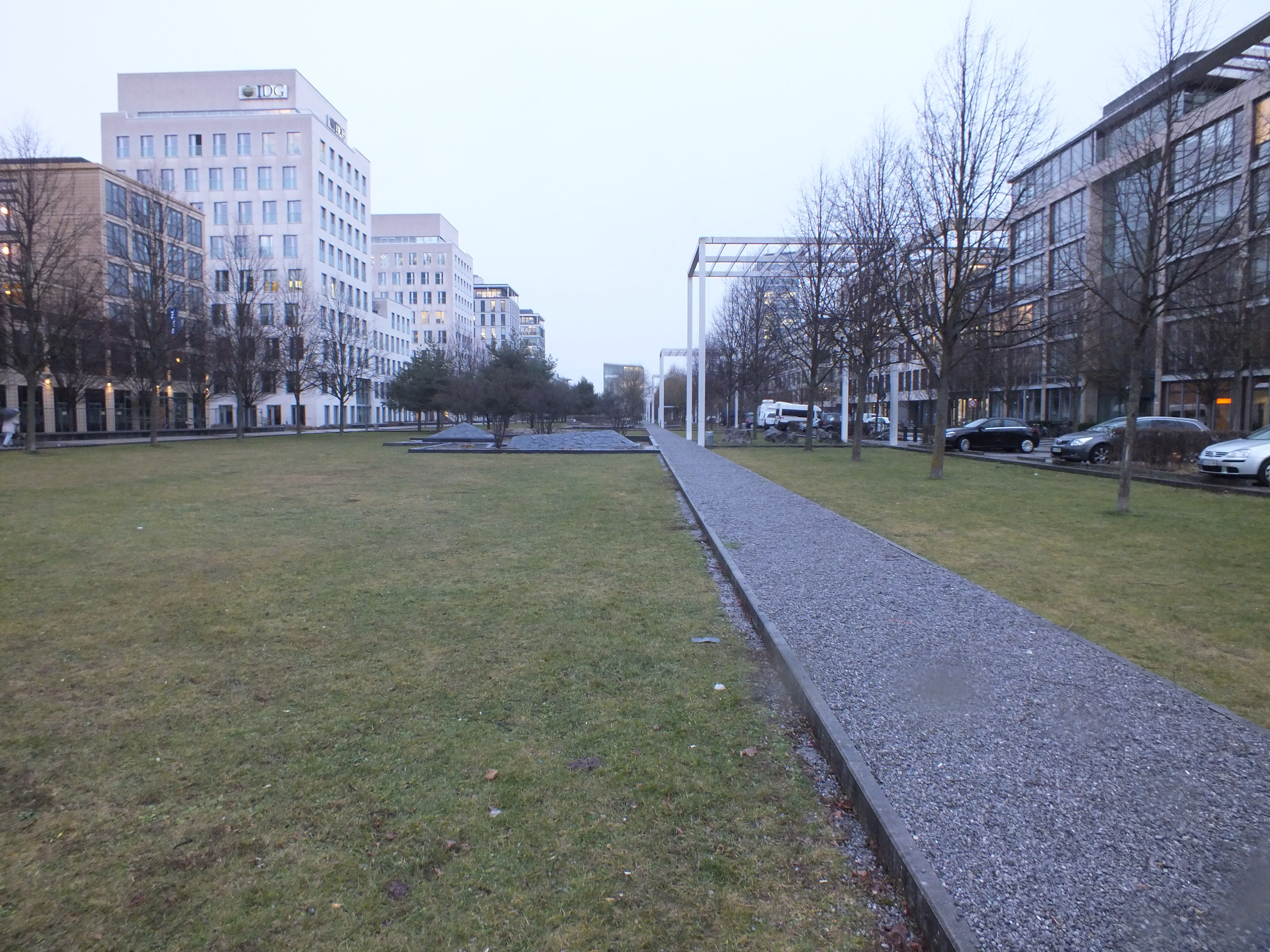
Parkstadt Schwabing

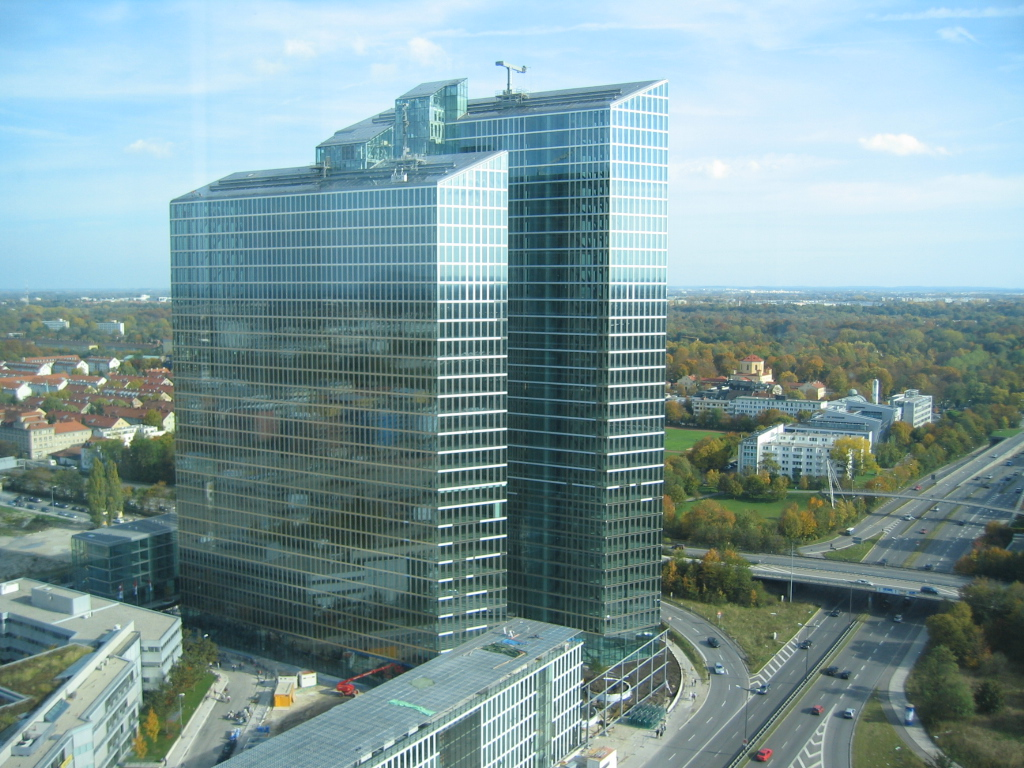
Highlight Towers mit Einmündung der A 9

Die Umgebung nördlich und südlich der Schenkendorfstraße hat sich im Laufe der Zeit unterschiedlich entwickelt. An der Schenkendorfstraße gibt es nur etwa 900 Anwohner.
Südlich der Schenkendorfstraße befinden sich dicht besiedelte Wohngebiete (Nordschwabing). Im Norden bestimmen überwiegend Industrieflächen das Bild. Es gibt vereinzelt Wohngebäude an der Schenkendorfstraße. Über die Lyonel-Feininger-Straße ist das nördlich gelegene Wohngebiet Parkstadt Schwabing an die Schenkendorfstraße angeschlossen (nur nördliche Richtungsfahrbahn).
Direkt an der Autobahnanschlussstelle befindet sich südlich der Schenkendorfstraße das Hochhausensemble Münchner Tor. Direkt gegenüber stehen die Highlight Towers.

## Geschichte
Die Schenkendorfstraße war ursprünglich eine Nebenstraße und führte von der Belgradstraße über die Leopoldstraße zur Ungererstraße. Sie hatte dabei eine Länge von etwa zwei Kilometern. Zwischen 1958 und 1960 wurde die A 9 von der Heidemannstraße zur Schenkendorfstraße verlängert. Dabei wurde die Straße vierstreifig ausgebaut. Sie führte von da an von der Leopoldstraße bis zur Ungererstraße und es erfolgte die Aufstufung zur Bundesstraße.
Von 1997 bis 2002 wurde der Petueltunnel gebaut. Seither beginnen die Hauptfahrbahnen der Schenkendorfstraße direkt unter der Leopoldstraße im Tunnel. In diesem Zusammenhang bekam die südliche Richtungsfahrbahn eine Glaseinhausung.